# 山口昌人
山口 昌人（やまぐち まさと、1965年8月11日 - ）は、日本のミュージシャン、ドラマー。血液型はB型。愛称はPONちゃん。

## 概要
- 1983年 - アマチュアバンドの一員としてデビュー。
- 1994年 - FEEL SO BADに加入。
- 2004年 - 「稲葉浩志 Inaba Koshi LIVE 2004 〜en〜」に稲葉浩志のサポートメンバーとして参加。 （担当：ドラム）
- 2006年 - 愛内里菜プロデュース企画ライブ「里菜♥祭り 2006」にサポートメンバーとして参加。（担当：ドラム、パーカッション）
- 2008年 - hills パン工場内「SATURDAY LIVE」に北原愛子のサポートメンバーとして参加。（担当：パーカッション、翌年のワンマンライブも同様）
- 2009年 - 「SATURDAY LIVE」に大田紳一郎のサポートメンバーとして参加。（担当：ドラム）
- 2016年 - 「MOMO/12 Strings Ablaze ~炎の12弦~」にサポートメンバーとして参加。(担当：ドラム)
- 2017年 -  MOMO&THE SHOCKERSにメンバー加入～現在。

近年は、B'zのテレビ出演時に（シェーン・ガラースが来日していない場合に限る）サポートドラマーとして参加することが多く、「愛のバクダン」のプロモーションビデオにも出演している。また、稲葉浩志のソロ活動に関してはテレビ出演時にサポートドラマーとして何度か参加している。

## レコーディング参加
- 上原あずみ『生きたくはない僕等』
- 川島だりあ『Believin' myself』『Don't Look Back』「悲しき自由の果てに」「Crazy About You」
- doa『3』
- BUZZLIP『BUZZLIP』

## 出演番組
- MU-GEN（チバテレビ）